# Verdello
Verdello – miejscowość i gmina we Włoszech, w regionie Lombardia, w prowincji Bergamo.
Według danych na styczeń 2009 gminę zamieszkiwało 7777 osób przy gęstości zaludnienia 1088 os./1 km².